# 塔罗 (加尔省)
塔罗（法語：Tharaux，法語發音：[taʁo]）是法国加尔省的一个市镇，位于该省北部，属于阿莱斯区。

## 地理
塔罗（44°14'28"N, 4°18'41"E）面积9.52 平方千米，位于法国奧克西塔尼大區加尔省，该省份为法国南部沿海省份，南端濒地中海，北起顺时针与阿尔代什省、沃克吕兹省、罗讷河口省、埃罗省、阿韦龙省和洛泽尔省接壤。
与塔罗接壤的市镇（或旧市镇、城区）包括：梅雅讷-勒克拉普、罗什居德、圣让德马吕埃若勒和阿韦让、圣普里瓦德尚普克洛。

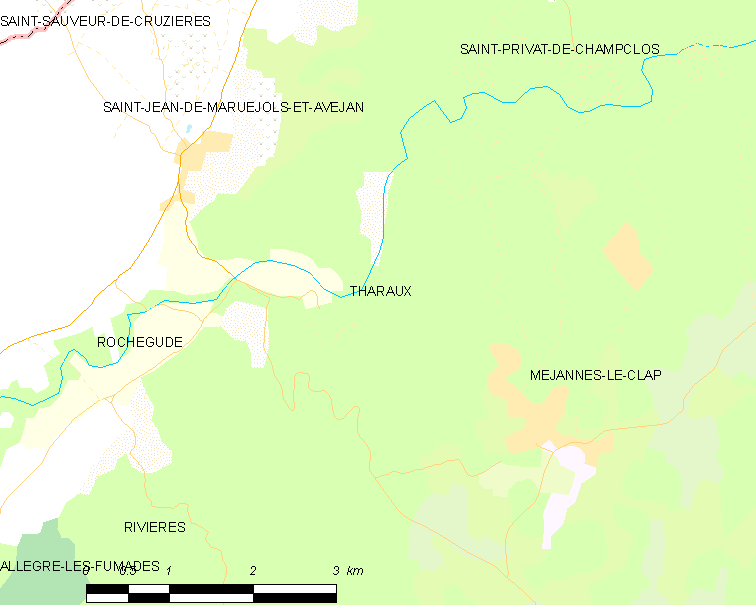
的OSM定位图

塔罗的时区为UTC+01:00、UTC+02:00（夏令时）。

## 行政
塔罗的邮政编码为30430，INSEE市镇编码为30327。

## 政治
塔罗所属的省级选区为鲁松县。

## 人口

1962-2008年间人口变化图示

塔罗于2022年1月1日时的人口数量为47人。